# Виры (Белопольский район)
Виры (укр. Вири) — село, Вировский сельский совет, Белопольский район, Сумская область, Украина.
Является административным центром Вировского сельского совета, в который, кроме того, входят сёла Барыло, Беланы, Головачи и Кравченково.

## Географическое положение
Село Виры находится на берегу реки Вирь (в основном на левом),
выше по течению примыкает село Беланы,
ниже по течению на расстоянии в 1,5 км расположено село Кравченково.
Река в этом месте извилистая, образует лиманы, старицы и заболоченные озёра.

## История
- В селе сохранились остатки городища северян (VIII-X вв).
- Село основано в конце XVII века.
- 1672 год – построен первый храм Трёх Святителей.

Являлось центром Вировской волости Сумского уезда Харьковской губернии Российской империи.
В ходе Великой Отечественной войны в 1941-1943 гг. селение было оккупировано немецкими войсками.
Население по переписи 2001 года составляло 1663 человека.

## Экономика
- Молочно-товарная и свинотоварная ферма.
- Вировское хлебоприёмное предприятие.
- ООО «Агрофирма „Батькивщина“».
- Сельскохозяйственное предприятие «Виры».
- «Виры-Агро».

## Объекты социальной сферы
- Детский сад.
- Школа.

## Транспорт
Рядом проходит железная дорога, станция Виры в 2-х км.